# Sisobahili (Afulu)
Sisobahili is een bestuurslaag in het regentschap Nias Utara van de provincie Noord-Sumatra, Indonesië. Sisobahili telt 806 inwoners (volkstelling 2010).